# 위군
위군(魏郡)은 전한부터 당나라까지 존속한 중국의 옛 군급 행정 구역이다. 군국제 시행 시에는 위국(魏國)을 설치했었다. 중심지는 업이다.

## 연혁

### 전한
전한 고제가 처음 설치했고, 전한 무제가 13주를 두면서 기주에 속했다.
평제 시기에 시행된 원시 2년(2년)의 인구조사에 따르면 호구 21만 2849호, 인구 90만 9655명이 있었다. 18현을 두었다.
| 현명     | 한자              | 대략적 위치            | 비고 |
| -------- | ----------------- | ---------------------- | --- |
| 업현     | 鄴縣              | 한단시 린장 현 남서    | 옛 대하(大河)가 북동으로 바다로 들어간다. |
| 관도현   | 館陶縣            | 한단시 관타오 현       | 하수에서 둔씨하(屯氏河)가 나와서 북동으로 장무에 이르러 바다로 들어가니, 위·청하·신도·발해 4군을 지나 1500리를 간다.                                                                                  |
| 척구현   | 斥丘縣            | 한단시 청안 현 남동    | 응소는 척구가 남서쪽에 있다고 했고, 감인은 땅에 척로(斥鹵)가 많아 척구라 부른다 했다. |
| 사현     | 沙縣              | 한단시 서 현 약간 북서 | 기원전 206년 설치되었다. |
| 내황현   | 內黃縣            | 안양시 네이황 현 북서  | 청하수(淸河水)가 남쪽에서 나온다. |
| 청연현   | 淸淵縣            | 싱타이시 린시 현 남    | |
| 위현     | 魏縣              | 한단시 다밍 현 남서    | 도위의 치소 지역이다. |
| 번양현   | 繁陽縣            | 안양시 네이황 현 북서  | 응소에 따르면 번수(繁水)의 북쪽[陽]이다. |
| 원성현   | 元城縣            | 한단시 다밍 현 동      | 응소에 따르면 위 무후의 아들 공자 원의 식읍이 있어서 이렇게 부른다. |
| 양기현   | 梁期縣            | 한단시 츠 현 북        | |
| 여양현   | 黎陽縣            | 허비시 쉰 현 동        | |
| 즉비후국 | 卽裴侯國 揤裴侯國 | 한단시 페이샹 현 남서  | 조경숙왕의 아들 유도의 후국이다. |
| 무시현   | 武始縣            | 한단시 남서            | 조경숙왕의 아들 조경왕의 왕자후 시절 후국이다. 장수(漳水)가 동으로 한단에 이르러 장수로 들어간다. 또 구간수(拘澗水)가 남동으로 한단에 이르러 백거(白渠)로 들어간다.                                   |
| 한회후국 | 邯會侯國          | 한단시 페이샹 현 남서  | 조경숙왕의 아들 유인의 후국이다. |
| 음안후국 | 陰安侯國          | 푸양시 칭펑 현 북      | 제북정왕의 아들 유불해, 그리고 위불의의 후국이다. |
| 평은후국 | 平恩侯國          | 한단시 추 현 남서      | 허광한의 후국이다. |
| 한구후국 | 邯溝侯國          | 한단시 페이샹 현 북서  | 조경왕의 아들 유언의 후국이다. |
| 무안현   | 武安縣            | 한단시 우안 시 남서    | 흠구산(欽口山)에서 백거수(白渠水)가 나와 동으로 열인에 이르러 장수로 들어가고, 침수(浸水)가 북동으로 동창에 이르러 호지하(虖池河)로 들어가니, 위·광평·거록·신도 4군을 지나 601리를 간다. 철관이 있다. |

왕망(王莽)이 신나라를 세우고서는 군의 이름을 위성(魏城)으로 고치고, 다음 현의 이름을 고쳤다.
| 전한       | 신             |
| ---------- | -------------- |
| 척구(斥丘) | 이구(利丘)     |
| 위(魏)     | 위성정(魏城亭) |
| 여양(黎陽) | 여증(黎蒸)     |
| 즉비(卽裴) | 즉시(卽是)     |
| 평은(平恩) | 연평(延平)     |
| 무안(武安) | 환안(桓安)     |

### 후한
낙양에서 동북으로 700리거리에 있었다. 15성 129,310호 695,606명을 거느렸다. 후한말 기주를 병탄한 원소의 본거지가 있었다. 그러나 관도대전이후 조조가 하북을 병탄하고 위왕 작위를 받고 봉해졌을때, 조씨 정권의 수도를 이곳에 두면서 인근지역의 14개현을 통폐합했다.
| 현명     | 한자     | 비고                                                                                             |
| -------- | -------- | ------------------------------------------------------------------------------------------------ |
| 업현     | 鄴縣     | 옛 황하가 있었다. 지금은 부수가(滏水)흐르고 있다.                                                |
| 번양현   | 繁陽縣   |                                                                                                  |
| 내황현   | 內黃縣   | 청하수가 나온다. 황택(黃澤)이 있다.                                                              |
| 위현     | 魏縣     |                                                                                                  |
| 원성현   | 元城縣   |                                                                                                  |
| 여양현   | 黎陽縣   | 광무제가 기주, 유주의 군사력을 기반으로 후한을 건국했기 때문에 본현에 여양영(黎陽營)을 설치했다. |
| 음안읍   | 陰安邑   |                                                                                                  |
| 관도현   | 館陶縣   |                                                                                                  |
| 청연현   | 淸淵縣   |                                                                                                  |
| 평은현   | 平恩縣   |                                                                                                  |
| 사현     | 沙縣     | 섭현(涉縣)이라고도 불리게 되었다.                                                                |
| 척구현   | 斥丘縣   |                                                                                                  |
| 무안현   | 武安縣   |                                                                                                  |
| 곡량후국 | 曲梁候國 | 광평국에서 이관되었다.                                                                           |
| 양기현   | 梁期縣   |                                                                                                  |

### 위진
213년 위공이 된 조조는 조씨 정권의 수도를 업에 두었고, 이 업을 개발하면서 인근 다른군의 14개 현을 위군에 편입시켰다. 이후 여러차례의 행정개편을 거치면서 군의 일부가 광평군, 급군, 양평군, 돈구군일대로 이관되었다. 서진대에는 8현 40,700호의 주민들을 거느렸다.
| 개편이전 | 개편이전 | 개편이후 | 개편이후 |
| -------- | --- | -------- | --- |
| 위군     | 업현, 번양현, 내황현, 위현, 원성현, 여양현, 음안읍, 관도현, 청연현, 평은현, 사현, 척구현, 무안현, 곡량후국, 양기현 | 위군     | 업현, 번양현, 내황현, 위현, 원성현, 여양현, 음안읍, 관도현, 청연현, 평은현, 사현, 척구현, 무안현, 곡량후국, 양기현, 곡주현, 남화현, 영도현, 임성현, 돈구현, 동무양현, 발간현, 위국현, 양국현, 역양현, 한단현, 임려현, 조가현, 탕음현 |
| 거록군   | 곡주현, 남화현, 영도현                                                                                             | 위군     | 업현, 번양현, 내황현, 위현, 원성현, 여양현, 음안읍, 관도현, 청연현, 평은현, 사현, 척구현, 무안현, 곡량후국, 양기현, 곡주현, 남화현, 영도현, 임성현, 돈구현, 동무양현, 발간현, 위국현, 양국현, 역양현, 한단현, 임려현, 조가현, 탕음현 |
| 안평군   | 임성현 | 위군     | 업현, 번양현, 내황현, 위현, 원성현, 여양현, 음안읍, 관도현, 청연현, 평은현, 사현, 척구현, 무안현, 곡량후국, 양기현, 곡주현, 남화현, 영도현, 임성현, 돈구현, 동무양현, 발간현, 위국현, 양국현, 역양현, 한단현, 임려현, 조가현, 탕음현 |
| 동군     | 돈구현, 동무양현, 발간현, 위국현                                                                                   | 위군     | 업현, 번양현, 내황현, 위현, 원성현, 여양현, 음안읍, 관도현, 청연현, 평은현, 사현, 척구현, 무안현, 곡량후국, 양기현, 곡주현, 남화현, 영도현, 임성현, 돈구현, 동무양현, 발간현, 위국현, 양국현, 역양현, 한단현, 임려현, 조가현, 탕음현 |
| 조국     | 양국현, 역양현, 한단현                                                                                             | 위군     | 업현, 번양현, 내황현, 위현, 원성현, 여양현, 음안읍, 관도현, 청연현, 평은현, 사현, 척구현, 무안현, 곡량후국, 양기현, 곡주현, 남화현, 영도현, 임성현, 돈구현, 동무양현, 발간현, 위국현, 양국현, 역양현, 한단현, 임려현, 조가현, 탕음현 |
| 하내군   | 임려현, 조가현, 탕음현                                                                                             | 위군     | 업현, 번양현, 내황현, 위현, 원성현, 여양현, 음안읍, 관도현, 청연현, 평은현, 사현, 척구현, 무안현, 곡량후국, 양기현, 곡주현, 남화현, 영도현, 임성현, 돈구현, 동무양현, 발간현, 위국현, 양국현, 역양현, 한단현, 임려현, 조가현, 탕음현 |

| 개편이전 | 개편이전                                                     | 개편이후 | 개편이후                                                     |
| -------- | ------------------------------------------------------------ | -------- | ------------------------------------------------------------ |
| 위군     | 업현, 장락현, 위현, 척구현, 안양현, 탕음현, 내황현, 여양현   | 위군     | 업현, 장락현, 위현, 척구현, 안양현, 탕음현, 내황현, 여양현   |
| 위군     | 한단현, 역양현, 양국현, 남화현, 임현, 곡량후국, 평은현, 섭현 | 광평군   | 한단현, 역양현, 양국현, 남화현, 임현, 곡량후국, 평은현, 섭현 |
| 위군     | 조가현, 임려현                                               | 급군     | 조가현, 임려현                                               |
| 위군     | 원성현, 관도현, 청연현, 동무양현,                            | 양평군   | 원성현, 관도현, 청연현, 동무양현,                            |
| 위군     | 돈구현, 음안읍, 번양현                                       | 돈구군   | 돈구현, 음안읍, 번양현                                       |

| 현명   | 한자   | 대략적 위치    | 비고                                                |
| ------ | ------ | -------------- | --------------------------------------------------- |
| 업현   | 鄴縣   | 변화없음       |                                                     |
| 장락현 | 長樂縣 |                |                                                     |
| 위현   | 魏縣   | 변화없음       |                                                     |
| 척구현 | 斥丘縣 | 변화없음       |                                                     |
| 안양현 | 安陽縣 | 안양 시        |                                                     |
| 탕음현 | 盪陰縣 | 안양시 탕인 현 | 본래 하내군에 소속되었으나 213년 위군에 이관되었다. |
| 내황현 | 內黃縣 | 변화없음       | 현서쪽에 황지(黃池)가 있다.                         |
| 여양현 | 黎陽縣 | 변화없음       | 과거 후국이었다.                                    |

### 오호십육국
영가의 난시기 후조를 세운 석륵이 하북을 점령하는 과정에서 그의 치하로 넘어갔다. 처음 석륵이 기반을 잡았을 때 업이 수도가 되었으나, 그가 양국으로 수도를 옮기면서 수도의 위치를 빼앗겼다. 석호를 몰아내고 세워진 염위가 이곳에 수도를 두었으나 전연 모용준의 공격에 패하고 염위는 멸망했다. 모용준이 하북을 평정한 뒤 업에 수도를 두면서 전연의 수도권에 해당하는 지역이 되었다. 전연이 전진에게 멸망한 뒤 등장한 후연또한 업을 수도로 삼았다.

### 북위
북위 도무제 탁발규가 후연을 공격하여 유주와 기주를 취하면서 북위의 치하로 들어왔다. 화북을 통일한 북위는 위군일대에 상주를 설치했다. 그러나 육진의 난이후 북위가 동위, 서위로 분열되었을 때 동위가 업에 수도를 두면서 뤄양일대는 낙주(洛州)로 격하되었고 업을 중심으로 사주(司州)가 신설되었다. 그리고 동위는 위군을 통치하는 관료로 위윤(魏尹)을 두었다.
| 현명   | 한자   | 대략적 위치                    | 비고 |
| ------ | ------ | ------------------------------ | --- |
| 업현   | 鄴縣   | 변화없음                       | 효문제시기였던 태화연간에 관문을 설치했고 동위 동위 효정제시기인 천평연간에 탕음현과 안양현을 통폐합하고 인근에 흐르던 장수(漳水)를 만금거(萬金渠)라고 부르게했다. 서문표의 사당(西門豹祠), 무성(武城), 유리성(牖里城), 탕성(蕩城), 석두언(石竇堰)이 있고 남부위, 우부위, 서부위가 있다. |
| 임장현 | 臨漳縣 | 한단 시 린장 현                | 천평초에 업현, 내황현, 척구현, 비향현의 일부지역에서 신설했다. |
| 번양현 | 繁陽縣 | 변화없음                       | 태무제시기인 445년(태평진군 6년)에 돈구현에 통폐합되어 사라졌다가 495년(태화 19년)에 복구되었다. 치소는 한대의 번양성그대로다. |
| 열인현 | 列人縣 | 한단시 페이샹 현 북동          | 본래 광평군에 소속되어있었으나 동위시기인 천평초에에 본군으로 내속되었다. |
| 창락현 | 昌樂縣 | 허비 시 허산 구                | 497년(태화 21년)에 설치되었고 528년(영안 원년)에 군으로 승격되었다. 동위성립이후 현으로 격하되었다가 군으로 다시 복구되었다. 창성(昌城)이 있다. |
| 무안현 | 武安縣 | 변화없음                       | 본래 광평군에 소속되어 있었으나 동위시기인 천평초에에 본군으로 내속되었다. |
| 임수현 | 臨水縣 | 한단 시 츠 현                  | 445년 업현에 통폐합되었다가 497년 복구되었다. |
| 위현   | 魏縣   | 변화없음                       | |
| 평읍현 | 平邑縣 |                                | 535년(천평 2년)에 원성현에서 분리신설되었다. |
| 역양현 | 易陽縣 | 한단 시 융녠 구                | 본래 광평군에 소속되어 있었으나 동위시기인 천평초에에 본군으로 내속되었다. |
| 원성현 | 元城縣 | 변화없음                       | 본래 양평군에 소속되어 있었으나 동위시기인 천평초에 본군으로 내속되었다. |
| 척장현 | 斥章縣 | 한단 시 취저우 현 동남         | 본래 광평군에 소속되어 있었으나 442년 열인현에 통폐합되었다가 496년(태화 20년)에 복구되었다. 동위대인 천평초에 본군으로 내속되었다. |
| 귀향현 | 貴鄕縣 | 한단 시 다밍 현 대가향(大街鄕) | 535년 관도현에서 조성(趙城)을 치소로 하여 분리신설되었다. 동중랑장의 치소, 공릉성(空陵城)과 관성(關城)이 있다. |

### 수
북주때 위군이 속했던 사주는 다시 상주로 개명되었고 육부(六府)가 설치되었다. 578년(북주 무제 선정연간)에 부가 낙양으로 옮겨졌고 총관부가 설치되었으며 말기에는 부가 폐지되었다. 11현 120,227호를 거느렸다.
| 현명   | 한자   | 대략적 위치                                            | 비고 |
| ------ | ------ | ------------------------------------------------------ | --- |
| 안양현 | 安陽縣 | 안양시                                                 | 대상초에 상주가 위군으로 설치되자 업현(鄴縣)으로 개명되었다. 개황초에 위군이 폐지되고 590년(수 문제 개황 10년) 안양현(安陽縣)으로 개명되었고 상현(相縣)이 신설되었다. 업현또한 복구되었다. 대업초 상현이 안양현에 통폐합되었다.                                                                                           |
| 업현   | 鄴縣   | 한단시 린장 현 남서 업현고성                           | 동위의 수도였다. 북주대 상주가 본현에 설치되었으나 대상초에 안양현으로 주치소가 옮겨졌다. 이후 영지현(靈芝縣)으로 개명되었으나 590년 지금의 이름으로 개명되었다. |
| 임장현 | 臨漳縣 | 한단 시 린장 현 두촌향 일대                            | 동위때 신설되었다. |
| 성안현 | 成安縣 | 한단 시 청안현                                         | 북제때 설치되었다. |
| 영천현 | 靈泉縣 | 안양 시 안양 현일대                                    | 북주때 설치되었고 용산(龍山)이 현경내에 있었다. |
| 요성현 | 堯城縣 | 안양 시 동 여촌진(呂村镇)일대                          | 590년 장락현(長樂縣)으로 개명되었으나 598년(수 문제 개황 18년)지금의 이름으로 돌아왔다. |
| 원수현 | 洹水縣 | 한단 시 웨이현 서남 북고진단 시 웨이현 서남 북고진일대 | 북주때 설치되었다. |
| 부양현 | 滏陽縣 | 한단 시 츠현                                           | 북주때 설치되었다. 590년때 자주가 설치되었으나 대업초 주가 폐지되면서 본군의 속현이 되었다. |
| 임수현 | 臨水縣 | 한단 시 펑펑 광구 임수진(臨水鎭)                       | 자석산(慈石山), 고산(鼓山), 부산(滏山)이 현경내에 있었다. |
| 임려현 | 林慮縣 | 안양 시 린저우시                                       | 북위때 임려군이 설치되었으나 북제때 폐지되었다가 후에 재설치되었다. 개황초에 군이 폐지되면서 위군의 속현이 되었고 기양현(淇陽縣)이 신설되었다. 596년(개황 16년) 암주(岩州)가 설치되면서 상주에서 옮겨졌다가 대업초 주가 폐지되면서 기양현이 통폐합되었다. 임려홍수(林慮谼), 선인태(仙人台), 원수(洹水)가 현경내에 있었다. |
| 임기현 | 臨淇縣 | 안양 시 린저우 시 임기진                               | 동위때 신설되었으나 얼마못가 폐지되었다. 596년 복구되었다. 기수(淇水)가 현경내에 흘렀다. |

## 군수·태수

### 전한
- 경방(? ~ 기원전 37년)

### 후한
- 진강(陳康)
- 요기(? ~ 29년)
- 풍방(37년 ~ 51년)
- 위표(명제 시기 ~ 장제 초기)
- 장포(? ~ 93년)
- 서방(93년 ~ 98년)
- 황향(106년 ~ ?)
- 풍희(馮熙, 순제 시기?)[8]
- 황경(147년 당시)
- 원연(환제 시기)
- 율성(? ~ 193년)
- 고번(高蕃, ? ~ 202년)[9]
- 왕수(? ~ 216년)
- 가규(220년): 조비가 위왕으로 즉위하였을 때 임명되었다.
- 이하는 모두 헌제 시기의 태수들로, 선후관계를 알 수 없다.
  - 양무
  - 진교
  - 국연
  - 서선
  - 서혁

### 조위
- 왕랑
- 정혼
- 온회(명제 시기)
- 종육
- 오관(吳瓘): 조위의 위군태수로 이름만 언급되고, 나머지는 알 수 없다.[10]